# Josh Swickard
Josh Swickard (Quincy, Illinois, 4 juli 1992) is een Amerikaans acteur. 

## Biografie
Hij begon in 2010 met zijn modellencarrière. Enkele jaren later begon hij ook te acteren. Zijn debuut maakte hij in de sitcom K.C. Undercover en daarna speelde hij ook enkele afleveringen in de sitcom Liv and Maddie. Van 2018 tot 2020 speelde hij Harrison Chase in General Hospital. Op 6 juli 2019 trouwde hij met Lorynn York, die haar naam daarop veranderde in Lauren Swickard. In 2020 speelde hij de hoofdrol in de film A California Christmas, geschreven door zijn vrouw Lauren, die ook zijn tegenspeelster was. 